# Telewizja Czechosłowacka
Telewizja Czechosłowacka (cz. Československá televize, słow. Československá televízia (1953–1990); Česko-slovenská televízia (1990–1992)) – publiczna stacja telewizyjna Czechosłowacji, realizująca program w dwóch kanałach (ČST1 i ČST2) istniejąca w latach 1953–1992.
W kanale ČST1 nadawane były audycje w większości w języku czeskim, ale także zdarzały się programy po słowacku. Częściowa transmisja w dwóch językach była możliwa, ponieważ oba języki są bardzo podobne. ČST2 miał dwie mutacje, nadające zupełnie inny program – na terenie Czech po czesku (z Pragi) i na terenie Słowacji po słowacku (z Bratysławy). 31 grudnia 1992 roku w związku z rozpadem Czechosłowacji telewizja przestała istnieć i w jej miejscu w dwóch państwach powstały dwie publiczne telewizje: Česká televize i Slovenská televízia, które są sukcesorkami ČST.

## Historia
Telewizja Czechosłowacka (ČST) rozpoczęła działalność 1 maja 1953 roku, natomiast regularne nadawanie programu rozpoczęła 25 lutego 1954 roku. Pierwszą audycją nadaną na żywo (1955) była relacja z meczu hokejowego. 3 listopada 1956 roku wyemitowano pierwszy program telewizyjny na terenie Słowacji, tego dnia uruchomiono studio w Bratysławie.
10 maja 1970 roku wystartował drugi kanał telewizji ČST2, od 1973 roku program ten nadawał audycje w kolorze – ČST1 audycje kolorowe wyświetlał dopiero od 1975 roku. W 1979 otwarto nowoczesne centrum telewizyjne w zachodniej części Pragi.
W czasie aksamitnej rewolucji pracownicy ČST w zdecydowanej większości poparli siły demokratyczne i opowiedzieli się po stronie protestujących, tak aby umożliwić relacje z protestów i spotkań opozycyjnych.
W 1989 roku nazwa ČST została przemianowana na FTV, a telewizja rozpoczęła nadawanie oddzielnych kanałów dla terytorium Czech jako ČTV i Słowacji jako STV. W 1990 roku dokonano otwarcia kanału trzeciego: ok3 dla Czech oraz regionalnego ośrodka ČTV Zlín, a także kanału TA3 na Słowacji. 31 grudnia 1992 roku rozwiązano całkowicie FTV i przekształcono na: Česká televize (ČT) w Czechach oraz na Slovenská televízia (STV) na Słowacji.

### Dyrektorzy ČST
- 1953–1958 Karel Kohout
- 1958–1959 Milan Krejčí
- 1959–1963 Adolf Hradecký
- 1963–1968 Jiří Pelikán
- 1968 Bohumil Švec
- 1968–1969 Josef Šmídmajer
- 1969–1989 Jan Zelenka
- 1989 Libor Bátrla
- 1989–1990 Miroslav Pavel
- 1990 Jindřich Fairaizl
- 1990–1992 Jiří Kantůrek

### „Sztandarowe” programy
- Televizní noviny – serwis informacyjny telewizji ČST. Odpowiednik polskiego Dziennika Telewizyjnego, którego główne wydanie było emitowane tak jak w Polsce, czyli o godzinie 19.30.
- Szpital na peryferiach – czechosłowacki serial telewizyjny w reż. Jaroslava Dudka, na podstawie scenariusza Jaroslava Dietla. Opowiada losy pracowników oddziału ortopedii w peryferyjnym czeskim szpitalu, szczególnie rodziny dr. Sowy i dr. Błażeja.
- Arabela – serial w sposób humorystyczny łączy dwa światy – świat baśniowy oraz realistyczny świat ówczesnej, socjalistycznej Czechosłowacji.
- Krecik – cykl filmów animowanych dla dzieci, których głównym bohaterem jest mały kret. Krecik zdobył popularność wśród dzieci w ponad 60 krajach. Jest rozpoznawany na całym świecie, jest także nieformalnym symbolem Czech. Obecnie kreskówka produkowana jest przez Česká televize.
- Rumcajs – serial animowany, którego bohaterem jest Rumcajs, ten pochodzi z Jičína i jest z zawodu szewcem; rozbójnikiem został z życiowej konieczności. Ma żonę Hankę (w czeskim oryginale Mankę), a także synka Cypiska.
- Programy produkcji polskiej: „Stawka większa niż życie” (cz. S nasazením života – Z narażeniem życia), „Czterej pancerni i pies” – (cz. Čtyři z tanku a pes).